# Peperomia famelica
Peperomia famelica är en pepparväxtart som beskrevs av William Trelease. Peperomia famelica ingår i släktet peperomior, och familjen pepparväxter. Inga underarter finns listade i Catalogue of Life.